# 소태현
소태현(蘇泰縣)은 태안군의 옛 이름이다.

## 유래
삼한시대에 신소도국(臣蘇塗國)이 있었다. 신소도국의 소도는 삼한시대에 종교적인 신성구역을 의미하며 국명에서 보듯이 목지국이 마한의 정치적인 중심지라면 신소도국은 마한의 종교적인 중심지로 여겨진다. 소태라는 이름은 신소도국에서 유래되었다고 여겨진다.

## 역사
- 지금의 안면도 근방에 신석기 시대의 흔적이 발견되었다. 그 이전에는 사람의 거주흔적은 발견되지 않았다.
- 청동기 시대의 흔적으로는 태안읍 장산리에 고인돌이 7기 고남면에도 1기가 발견되었다.
- 기원전에 마한의 신소도국이 있었다 신소도국의 중심지는 태안읍 동문리 백화산 기슭의 샘골(一名斜陽洞)이었다.
- 서기 9년에 마한의 영역 대부분이 백제에 합병되면서 백제의 지배하에 들어갔다. 그 후로도 한동안 백제가 대외적으로 마한을 자칭하고 마한의 체제를 계승하여 백제의 지배하에서 소국체제가 계속되었다.
- 백제의 행정체제가 정비되면서 성대혜현(省大兮縣)이 되어 지금의 서산시인 기군(期郡)의 영현이 되었다. 역사상 태안군과 서산시는 역사적으로 밀접한 관계였다.또한 대륙과의 교류도 있었다.
- 660년 백제가 패망하여 신라의 영토로 편입되었다.
- 757년 경덕왕 16년 행정체제 개편으로 소태현으로 개명하고 종전대로 예전의 기군인 부성군(富城郡)의 영현이 되었다. 이후로 소태라는 이름은 상당히 오랫동안 쓰여졌다.
- 고려시대인 983년 고려 성종 2년에 전국에 12목이 설치되자 소태는 공주목(公州目)에 소속되었다.
- 995년 고려 성종 14년 충청남도 일대에는 하남도(河南道)가 설치되었다. 하남도는 운주(運州)와 공주의 2주로 구성되었고 소태는 운주에 속했다.
- 1138년 고려 인종 12년에 굴포 운하가 처음 개착되었다. 이후 태안운하는 조선 현종때까지 약 400년에 걸쳐 진행과 중단을 반복하며 공사가 진행되어 실제로 배가 운항하는데까지도 이르렀지만 결국 공사는 모두 실패하여 계획은 포기되었다. 굴포 운하의 흔적으로 태안읍 인평리에 판개논이라는 곳이 있다.
- 1298년 충렬왕 24년 소태출신인  이대순(李大順)이 원나라의 총애를 받아 태안(泰安)으로 개명하고 군(郡)으로 승격되어 태안군이 되었다. 태안이라는 이름은 국태민안(國泰民安)의 준말로 이로부터 지금의 이름인 태안이 쓰였다.
- 1373년 공민왕 22년 왜구의 침입에 시달리다 못해 태안군이 폐군되어 치소를 서산내로 옮겼다.
- 1383년 서산마저 왜구의 노략질을 받기 시작하자 옛 태안군 치소를 예산군으로 이전해야 했다.
- 1413년 태종 13년 전국의 지방행정을 개편하면서 태안군은 종 4품의 군수가 임명 파견되었다.
- 1638년 인조 16년 영의정 김유의 명으로 충청감사 김육에 의해 판목 운하가 굴착되어 완공되었다. 이로 인해 안면곶이 육지와 분리되어 안면도가 되었고 서해안의 조운 수송등의 해운이 편리해졌다.
- 1894년 10월 1일동학농민운동 때에 원북면과 이원면 일대에서 동학군 북접(北接)이 봉기하여 태안군 치소를 점령해 처형직전인 동학교도 30명을 구출하고 태안군수와 안무사(安撫使)를 살해했다. 그로부터 10일 뒤인 11일 홍성군수 이승우(李勝宇)가 정부군과 일본군을 지휘해 이를 진압했다. 이에 15일 동학군이 재궐기해 당진까지 진군해 당진 신례원에서 정부군에 승리하고 29일에 홍주성을 공격했지만 홍주성 공격에 실패해 후퇴도중에 덕산에서 결정적으로 패전하여 동학군이 흩어져 버렸고 이후 동학군 지휘부가 전원 현장에서 사살되거나 검거되어 처형당했다.
- 1895년 23부府제로 행정구역이 재편되면서 홍주부관할 태안군이 되었다가 이듬해 13도제로 환원되면서 충청남도에 속했다.
- 일제강점기인 1914년에 일제에 의한 행정폐합으로 서산군에 강제 통폐합되었다.

- 1989년 서산군이 서산시로 승격됨과 동시에 분리독립하여 태안군이 되었다.